# Loch Tollaidh
Loch Tollaidh is een loch in het noordwesten van Schotland. Loch Tollaidh ligt tussen Poolewe en Gairloch, ten zuiden van de A832. Het loch is 1,5 km lang en 700 m breed en heeft een maximale diepte van 26 m. Anno 2011 kweekt men hier vis.
Bij het meer ligt het plaatsje Tollie waar slechts een boerderij ligt. Tollie biedt uitzicht op de noordelijke kant van Loch Maree. In de 15e eeuw vond in de buurt van het loch een confrontatie plaats tussen de clan Macleod en de clan Mackenzie.